# خايمي هيرتادو
خايمي هيرتادو هو رياضي ومحامي وسياسي إكوادوري، ولد في 7 فبراير 1937 في Quinindé Canton ‏ في الإكوادور، وتوفي في 17 فبراير 1999 في كيتو في الإكوادور بسبب إصابة بعيار ناري. نشط حزبياً في Democratic People's Movement ‏ (17 مارس 1978 – 17 مارس 1978) (1966 – 1966).

## مناصب
- انتخب مدير Democratic People's Movement [الإنجليزية]‏ (1990 – 1994).
- انتخب مدير Democratic People's Movement [الإنجليزية]‏ (2 يوليو 1983 – 18 يوليو 1987).
- في Ecuadorian parliamentary election, 1998  [لغات أخرى]‏، انتخب National Congress Deputy ‏ (10 أغسطس 1998 – 17 فبراير 1999).
- في Ecuadorian parliamentary election, 1979  [لغات أخرى]‏، انتخب National Congress Deputy ‏ (10 أغسطس 1979 – 9 أغسطس 1984).